# Cimitirul Pădurii din Riga
Cimitirul Pădurii (în letonă Rīgas Meža kapi) este un cimitir mare de 85 hectarei (210 acri) în partea de nord-vest a Rigăi, capitala Letoniei, între cartierele Mežaparks și Čiekurkalns. În mod formal, cimitirul este împărțit în Cimitirul Pădurii 1, cu intrare de pe strada Aizsaules și Cimitirul Pădurii 2, cu intrare de pe strada Gaujas. 

## Istorie
În 1904, congregațiile luterane germane din Riga au solicitat Consiliului municipal al orașului Riga atribuirea de terenuri pentru un cimitir în cartierul Mežaparks. A fost planificat să devină un nou cimitir mare după Cimitirul Mare  (letonă: Lielie kapi; germană: Großer Friedhof), care a fost înființat în 1773 în Riga și care și-a epuizat potențialul. Renumitul arhitect peisagist baltico-german Georg Kuphaldt a fost autorul proiectului de construcție original prezentat în 1908, care ar fi trebuit să apară ca un parc cu un centru pentru funerarii, cu multe alei mici și laterale de-a lungul mormintelor cu garduri joase și monumente mici. Cimitirul a fost înființat la 29 iulie 1910 în urma unei decizii luate de a treia Dumă Imperială și a fost inaugurat la 19 iunie 1913.
Toate ceremoniile de înmormântare s-au desfășurat într-o clădire ridicată în 1913 după planuri arhitectului baltico-german Wilhelm Neumann.
În timpul Primului Război Mondial, când frontul s-a închis la Riga în 1916, în Cimitirul Pădurii au fost îngropați mulți pușcași letoni căzuți în lupte. După o lungă dezbatere cu congregațiile locale, Duma Imperială a sancționat construcția unui cimitir militar, pe terenurile transferate de la Cimitirul Pădurii, cimitir care mai târziu a fost numit Cimitirul Fraților.
Cimitirul Pădurii are multe monumente sculpturale și pietre funerare create de sculptori notabile. Mulți politicieni, militari și persoane publice letone notabile sunt înmormântate în Cimitirul Pădurii. 

## Legături externe
- Cimitirul Pădurii, Riga